# Les Loges (Seine-Maritime)
Pour les articles homonymes, voir Les Loges.
Les Loges sont une commune française située dans le département de la Seine-Maritime en région Normandie.

## Géographie

### Localisation
| Bénouville           | Manche        | Vattetot-sur-Mer |
| Bordeaux-Saint-Clair | Loges         | Froberville      |
| Cuverville           | Fongueusemare | Gerville         |

Les Loges sont situées à 5 km d'Étretat, à 7 km de Criquetot-l'Esneval, à 10 km de Fécamp et de Goderville.
Depuis la fermeture de la gare des Loges - Vaucottes-sur-Mer, la gare de Fécamp, située à 11 km, est la plus proche du village.

### Hydrographie
La commune est située dans le bassin Seine-Normandie. Elle n'est drainée par aucun cours d'eau,.

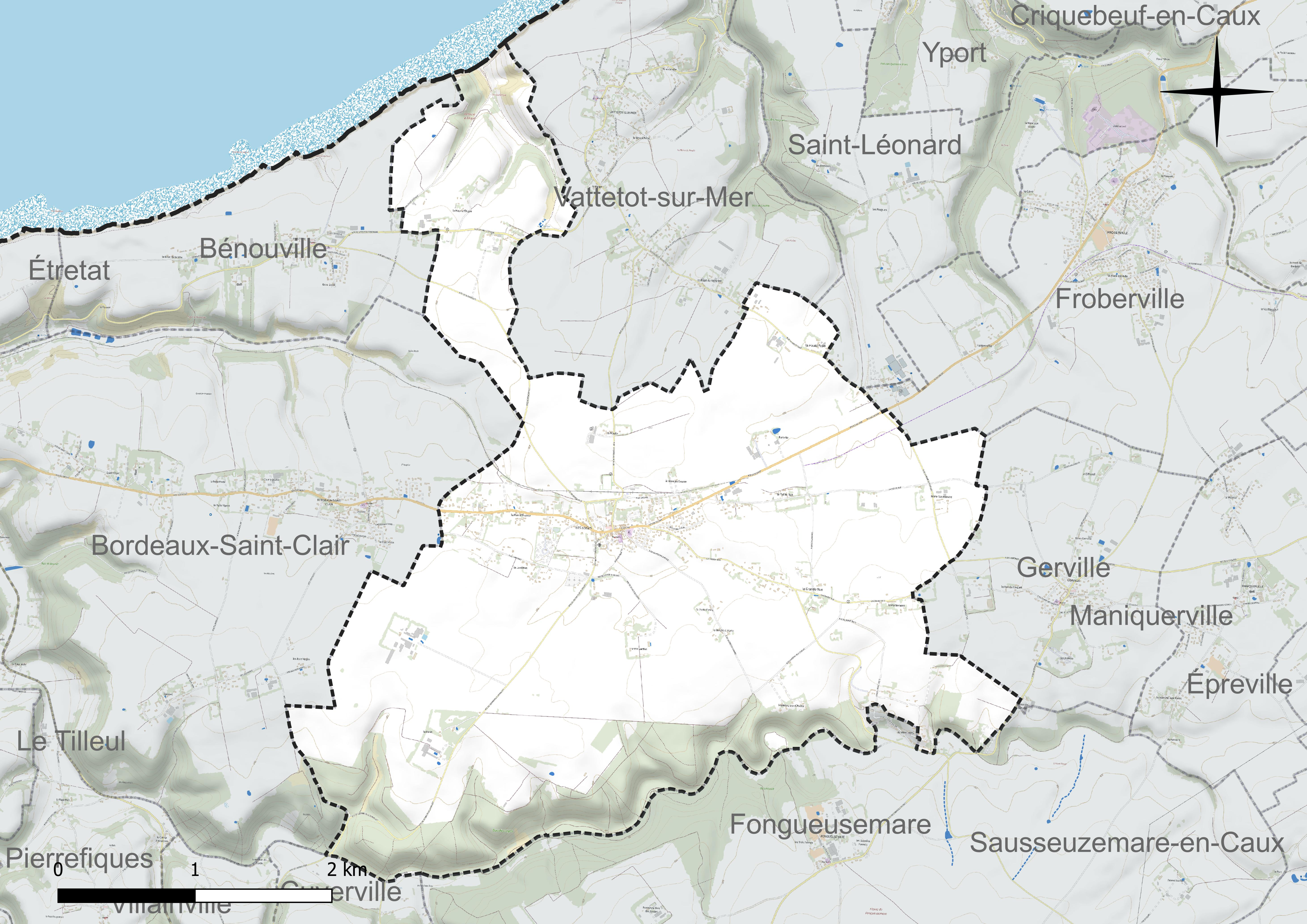
Réseau hydrographique des Loges.

### Climat
Pour des articles plus généraux, voir Climat de la Normandie et Climat de la Seine-Maritime.
En 2010, le climat de la commune est de type climat océanique franc, selon une étude du CNRS s'appuyant sur une série de données couvrant la période 1971-2000. En 2020, Météo-France publie une typologie des climats de la France métropolitaine dans laquelle la commune est exposée à un climat océanique et est dans la région climatique Côtes de la Manche orientale, caractérisée par un faible ensoleillement (1 550 h/an) ; forte humidité de l’air (plus de 20 h/jour avec humidité relative > 80 % en hiver), vents forts fréquents. Parallèlement le GIEC normand, un groupe régional d’experts sur le climat, différencie quant à lui, dans une étude de 2020, trois grands types de climats pour la région Normandie, nuancés à une échelle plus fine par les facteurs géographiques locaux. La commune est, selon ce zonage, exposée à un « climat maritime », correspondant au Pays de Caux, frais, humide et pluvieux, légèrement plus frais que dans le Cotentin.
Pour la période 1971-2000, la température annuelle moyenne est de 10,4 °C, avec une amplitude thermique annuelle de 12,8 °C. Le cumul annuel moyen de précipitations est de 985 mm, avec 12,7 jours de précipitations en janvier et 8,8 jours en juillet. Pour la période 1991-2020, la température moyenne annuelle observée sur la station météorologique la plus proche, située sur la commune de Octeville-sur-Mer à 20 km à vol d'oiseau, est de 11,5 °C et le cumul annuel moyen de précipitations est de 790,7 mm,. Pour l'avenir, les paramètres climatiques de la commune estimés pour 2050 selon différents scénarios d'émission de gaz à effet de serre sont consultables sur un site dédié publié par Météo-France en novembre 2022.

## Urbanisme

### Typologie
Au 1er janvier 2024, Les Loges sont catégorisées bourg rural, selon la nouvelle grille communale de densité à sept niveaux définie par l'Insee en 2022.
Elle est située hors unité urbaine. Par ailleurs la commune fait partie de l'aire d'attraction du Havre, dont elle est une commune de la couronne,. Cette aire, qui regroupe 116 communes, est catégorisée dans les aires de 200 000 à moins de 700 000 habitants,.
La commune, bordée par la Manche, est également une commune littorale au sens de la loi du 3 janvier 1986, dite loi littoral. Des dispositions spécifiques d’urbanisme s’y appliquent dès lors afin de préserver les espaces naturels, les sites, les paysages et l’équilibre écologique du littoral, tel le principe d'inconstructibilité, en dehors des espaces urbanisés, sur la bande littorale des 100 mètres, ou plus si le plan local d’urbanisme le prévoit.

### Occupation des sols
L'occupation des sols de la commune, telle qu'elle ressort de la base de données européenne d’occupation biophysique des sols Corine Land Cover (CLC), est marquée par l'importance des territoires agricoles (83,7 % en 2018), en diminution par rapport à 1990 (85,7 %). La répartition détaillée en 2018 est la suivante : 
terres arables (73,3 %), forêts (12 %), prairies (7,8 %), zones urbanisées (4,3 %), zones agricoles hétérogènes (2,5 %). L'évolution de l’occupation des sols de la commune et de ses infrastructures peut être observée sur les différentes représentations cartographiques du territoire : la carte de Cassini (XVIIIe siècle), la carte d'état-major (1820-1866) et les cartes ou photos aériennes de l'IGN pour la période actuelle (1950 à aujourd'hui).

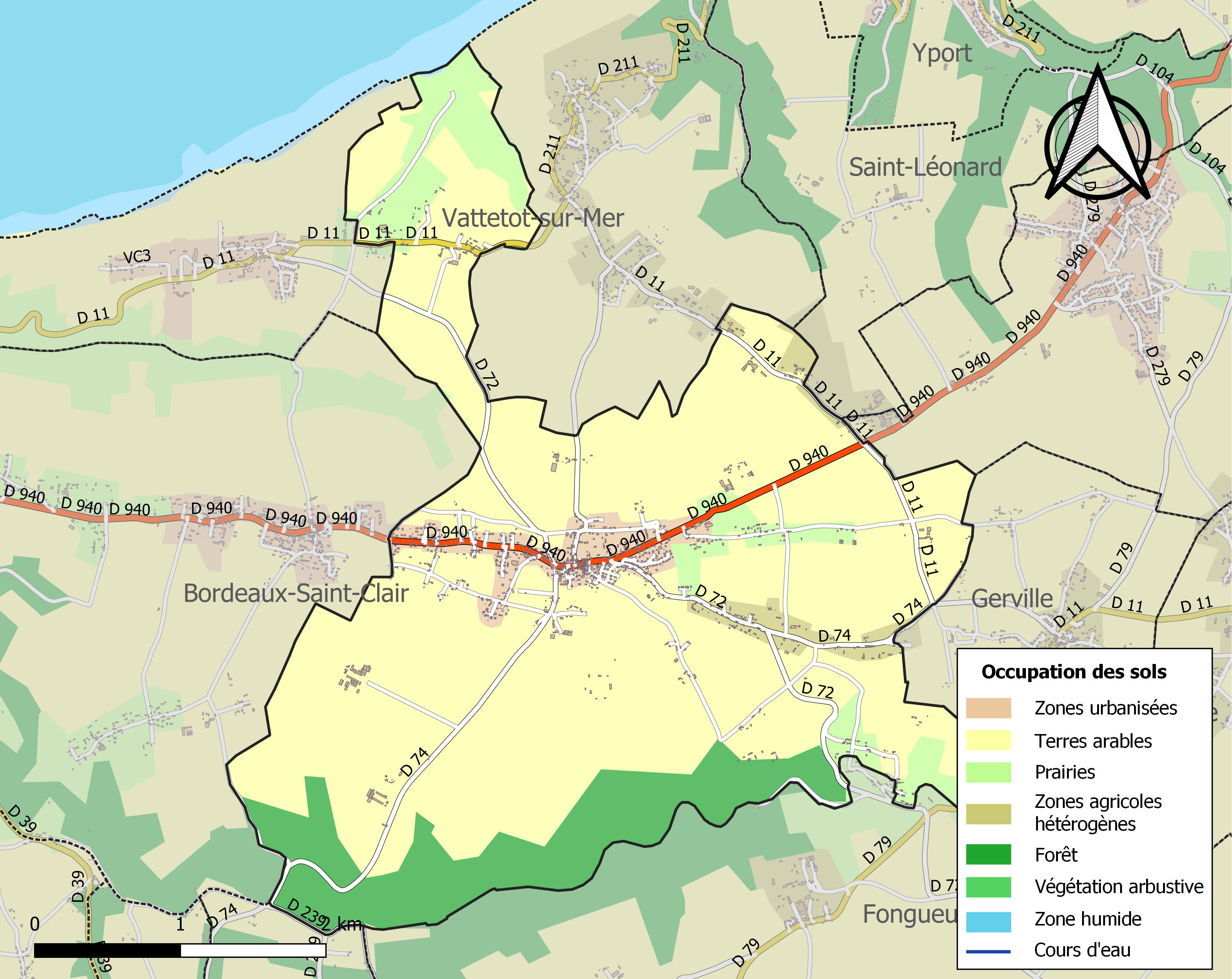
Carte des infrastructures et de l'occupation des sols de la commune en 2018 (CLC).

## Toponymie
Le nom de la localité est attesté sous la forme Logias fin du XIIe siècle.
Le nom de cette commune est d’origine germanique laubja, en français loge, au sens ancien de « cabane » ou « abri de feuillage ».
Appellation évoquant les loges des bûcherons ou charbonniers qui exploitaient l'ancienne forêt de Fécamp.

## Histoire
Elle est située presque à l’extrémité de la voie romaine reliant Lillebonne à Étretat. C'est pourquoi le manoir des Loges datant du haut Moyen Âge semble être un bâtiment défensif contre les agresseurs venant de la mer du Nord. À la suite de la pénible succession de Guillaume le Conquérant, sa petite-fille, l’impératrice Mathilde, donne ce domaine à Nicolas d'Estouteville au XIIe siècle. Le nom de cette célèbre famille, alliée aux Grimaldi de Monaco, est resté associé à ce lieu jusqu’au XXe siècle.
Le manoir appartient à la famille d'Estouteville pendant huit siècles. L'impératrice Mathilde donne ce domaine à Nicolas d'Estouteville pour le remercier de sa fidélité. À la fin du XIXe siècle, la famille Grimaldi, qui porte également le nom d'Estouteville, utilise la demeure comme résidence balnéaire. Le manoir porte alors le nom de château de Monaco. La robuste façade occidentale caractérise la maison forte du XIIe siècle. Elle fait sans doute partie d'un édifice autrefois plus important et cerné de douves profondes encore apparentes.
La tour d'angle octogonale est construite sur des fondations talutées et abrite un escalier à vis. On y aperçoit les meurtrières disposées alternativement. L'ensemble de la façade trahit des remaniements successifs, surtout dans les ouvertures. On retrouve, à l'extrémité sud, les traces de la grande arche où se trouvait sans doute un pont-levis, et au niveau supérieur la base d’une échauguette remplacée par une fenêtre.
La façade intérieure présente une galerie de bois du XVe siècle. C'est un exemple rare, encore intact, dans le pays de Caux. Elle est attribuée au cardinal Guillaume d'Estouteville, archevêque de Rouen en 1453. Surmontée d'une immense toiture en tuiles, cette galerie dessert les appartements au niveau supérieur. La façade elle-même est construite en pierre et brique disposées en appareil alterné, et percée d'ouvertures. Au rez-de-chaussée, une porte est surmontée d'un arc surbaissé, et une autre plus tardive s'ouvre par un arc en ogive.
L’église Notre-Dame date du XVIe siècle et fut remaniée plusieurs fois jusqu'au XIXe siècle. Le clocher est situé à la croisée du transept suivant la tradition normande des tours lanternes. Le retable en bois et de style baroque date du XVIIe siècle. Les quatre colonnes torses sont sculptées de nombreux motifs de pampres de vigne et d'oiseaux rehaussés d'or. L'autel en forme de tombeau romain s'intègre parfaitement au décor.
Le presbytère est du XVIIIe siècle, c'est un ancien relais de poste. Cette ample construction abritait de vastes chambres pouvant accueillir de nombreux voyageurs. La large porte s'ouvre sur un perron de pierre. À l'extrémité ouest, on peut encore distinguer la haute ouverture en plein cintre de l'entrée charretière aujourd'hui obstruée.
L'actuelle mairie, édifiée au milieu du XIXe siècle, est installée dans une ancienne maison bourgeoise construite dans le style néo-classique à la mode depuis le Directoire. 
Le fronton triangulaire percé d'un oculus et les hauts pilastres, régnant sur les deux niveaux, donnent à cette maison l'aspect d'un petit manoir. Elle fut construite pour M. Burgnet, important entrepositaire de vins et spiritueux pour toute la campagne avoisinante. Au XIXe siècle, c'était une profession prospère qui faisait commerce de la vente de la production locale de cidre et de calvados, et aussi celle des importants chargements d’alcools, de vins et de portos, ramenés par les Terre-Neuvas.
La gare, construite en brique à la fin du XIXe siècle et au début du XXe, est sur la ligne des Ifs à Étretat. Elle connaît au début du XXe siècle, l’important trafic balnéaire des trains de plaisir. En automne, le trafic de betterave y est si intense qu’on a dû installer une bascule pour la sucrerie.
Pendant la Première Guerre mondiale, les trains sanitaires conduisent les blessés à l'hôpital anglais d'Étretat. Longtemps à l'abandon, la ligne entre Les Loges et Étretat a été réhabilitée il y a quelques années, au printemps et en été, un vélo-rail y attire de nombreux touristes venus découvrir la campagne.

## Politique et administration
| Période                                  | Période                    | Identité         | Étiquette | Qualité                                 |
| ---------------------------------------- | -------------------------- | ---------------- | --------- | --------------------------------------- |
| Les données manquantes sont à compléter. |                            |                  |           |                                         |
| 1926                                     |                            | M. Basille       |           |                                         |
| Les données manquantes sont à compléter. |                            |                  |           |                                         |
| 1984                                     | mai 2020                   | Gilbert Mabille  |           |                                         |

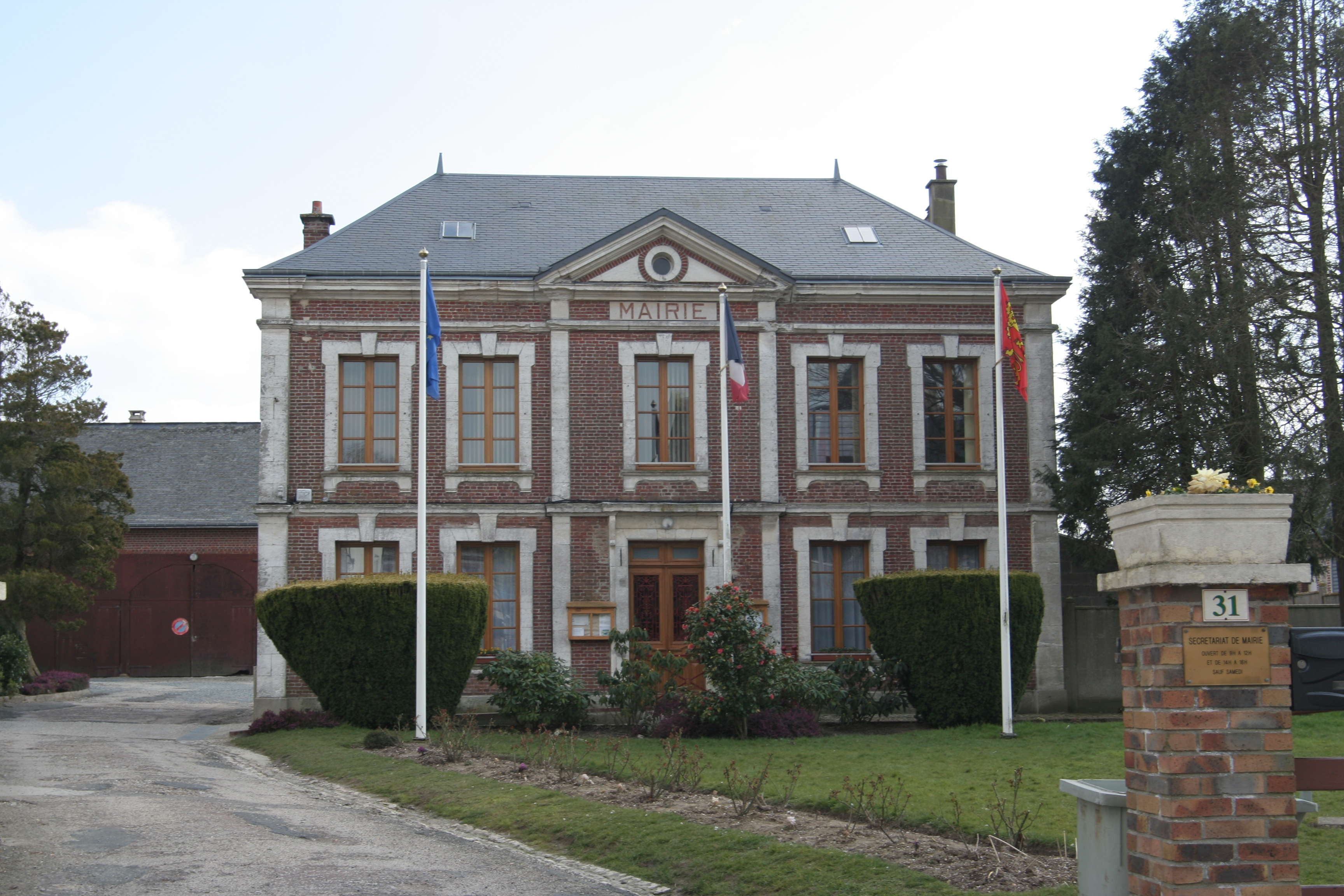
La mairie.

| mai 2020                                 | En cours (au 10 août 2020) | David Malbranque |           | Fonctionnaire d’État, éducateur sportif |

## Démographie
L'évolution du nombre d'habitants est connue à travers les recensements de la population effectués dans la commune depuis 1793. Pour les communes de moins de 10 000 habitants, une enquête de recensement portant sur toute la population est réalisée tous les cinq ans, les populations de référence des années intermédiaires étant quant à elles estimées par interpolation ou extrapolation. Pour la commune, le premier recensement exhaustif entrant dans le cadre du nouveau dispositif a été réalisé en 2004.

En 2022, la commune comptait 1 115 habitants, en évolution de −5,75 % par rapport à 2016 (Seine-Maritime : +0,35 %, France hors Mayotte : +2,11 %).
| 1793  | 1800  | 1806  | 1821  | 1831  | 1836  | 1841  | 1846  | 1851  |
| ----- | ----- | ----- | ----- | ----- | ----- | ----- | ----- | ----- |
| 1 865 | 1 800 | 1 821 | 1 913 | 1 985 | 1 889 | 1 876 | 1 880 | 1 827 |

| 1856  | 1861  | 1866  | 1872  | 1876  | 1881  | 1886  | 1891  | 1896  |
| ----- | ----- | ----- | ----- | ----- | ----- | ----- | ----- | ----- |
| 1 911 | 1 992 | 2 003 | 1 655 | 1 614 | 1 487 | 1 472 | 1 448 | 1 533 |

| 1901  | 1906  | 1911  | 1921  | 1926  | 1931  | 1936  | 1946  | 1954  |
| ----- | ----- | ----- | ----- | ----- | ----- | ----- | ----- | ----- |
| 1 496 | 1 370 | 1 435 | 1 223 | 1 238 | 1 235 | 1 119 | 1 065 | 1 038 |

| 1962 | 1968 | 1975 | 1982 | 1990  | 1999  | 2004  | 2006  | 2009  |
| ---- | ---- | ---- | ---- | ----- | ----- | ----- | ----- | ----- |
| 952  | 916  | 873  | 999  | 1 015 | 1 036 | 1 114 | 1 133 | 1 155 |

| 2014  | 2019  | 2022  | - | - | - | - | - | - |
| ----- | ----- | ----- | - | - | - | - | - | - |
| 1 194 | 1 106 | 1 115 | - | - | - | - | - | - |

## Culture locale et patrimoine

### Lieux et monuments
- Église Notre-Dame.
- Manoir d'Estoutteville. Notice no PA00100736, sur la plateforme ouverte du patrimoine, base Mérimée, ministère français de la Culture

### Héraldique
| Blason de Les Loges | Blason  | D'argent à cinq trangles de gueules. |
| Blason de Les Loges | Détails | Inspiré des armes de la famille d'Estouteville, qui posséda la seigneurie des Loges pendant près de huit siècles. Le statut officiel du blason reste à déterminer. |